# Cratere Sera
Sera è un cratere sulla superficie di Marte.